# Peter-Pauls-Kirche (Hohenwestedt)
| Peter-Pauls-Kirche (Hohenwestedt) | Peter-Pauls-Kirche (Hohenwestedt) |
| --------------------------------- | --------------------------------- |
| Foto                              |                                   |
| Adresse                           | Hohenwestedt, Lindenstraße 42     |
| Baumeister                        | Johann Gottfried Rosenberg        |
| Konfession                        | evangelisch-lutherisch            |
| Gemeinde                          | Kirchengemeinde Hohenwestedt      |
| Aktuelle Nutzung                  | Gemeindekirche                    |
| Gebäude                           |                                   |
| Grundsteinlegung                  | April 1769                        |
| Einweihung                        | 1. November 1770                  |
| Kosten                            | 40.961 Mark                       |
| Plätze                            | ca. 500 Sitzplätze                |
| Restaurierungen                   | 1836, 1861, 1902                  |
| Stil                              | klassizistisch                    |

Die evangelisch-lutherische Peter-Pauls-Kirche ist eine klassizistische Kirche in Hohenwestedt im deutschen Bundesland Schleswig-Holstein. Sie wurde 1769/70 im Zentrum des Ortes erbaut, nachdem die frühere Kirche dort bis auf die Grundmauern abgebrannt war.

## Geschichte
1215 wird eine Kirche in Wetzstede, heute Hohenwestedt, erstmals urkundlich erwähnt und in einer Urkunde vom 15. Februar 1217 des Erzbischofs Gerhard von Bremen als Pfarrkirche bezeichnet. Die Kirche brannte 1616 ab und ist mit Unterstützung der benachbarten Kirchspiele innerhalb von vier Jahren wiederaufgebaut und 1620 geweiht worden. Am 14. März 1768 fiel auch der zweite Bau einer Brandkatastrophe zum Opfer und wurde vom königlichen Kirchenbaumeister Johann Gottfried Rosenberg aus Schleswig 1769/70 wiederaufgebaut. Die damalige Orgel erstellte der Itzehoer Orgelbauer Johann Daniel Busch.

## Äußerer Bau
Das Kirchengebäude wurde im klassizistischen Stil als Backsteinsaalkirche mit dreiseitigem Ostschluss wiedererrichtet. Die Spitzbogenfenster sind nachträglich verlängert worden (1901). Der Westturm ist durch ein Gesims zweigeschossig gegliedert. Er ist 38 Meter hoch. Seine kupfergedeckte geschweifte Haube zeigt unten halbkreisförmige Aussparungen für die Zifferblätter der Turmuhr. Das aufgebogene Gesims unterhalb der Zifferblätter bildet jeweils den zweiten Teil des Kreises.

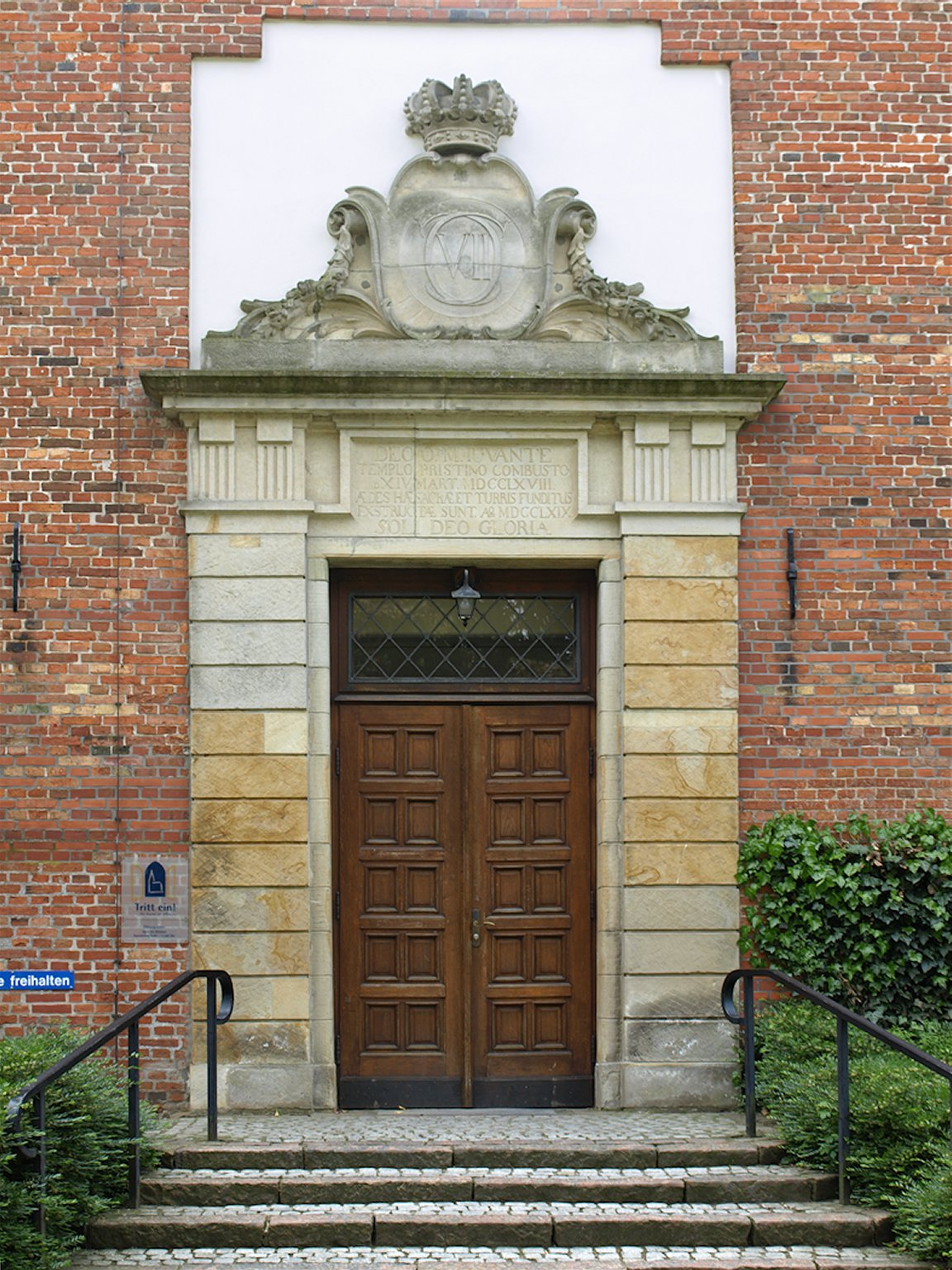
Portal von Joh. Georg Moser

Die Kirche besitzt ein bemerkenswertes, vom Eutiner Hofbildhauer Johann Georg Moser gestaltetes Sandsteinportal. Rustikapilaster sind zu beiden Seiten einer Tür mit Oberlicht angeordnet. Die Tafel über der Tür erinnert in lateinischer Sprache an die Zerstörung und den Wiederaufbau der Kirche. Die Inschrift lautet:
DEO O. M. IUVANTE

TEMPLO PRISTINO COMBUSTO

D. XIV MART. MDCCLXVIII.

ÆDES HÆSACRÆ ET TURRIS FUNDITUS

EXSTRUCTÆ SUNT. Ao MDCCLXIX

SOLI DEO GLORIA
Eine bekrönte Monogrammkartusche schließt das Portal nach oben ab. Sie zeigt das Spiegelmonogramm des dänischen Königs Christian VII.

## Innenraum
Der Altar besteht aus vier klassischen Säulen, dem Dreiecksgiebel und einem nach gotischem Vorbild geschnitzten Kruzifix. Im Jahre 1854 wurde der Innenraum der Kirche grundlegend umgestaltet. Die einheitliche Ausstattung von Johann Georg Moser, bei der sich die Orgel über dem Kanzelaltar befand, wurde erheblich verändert. Bei der Neugestaltung des Innenraums wurde der Altarbereich um drei Stufen erhöht und der Mittelteil wurde halbrund. Rechts und links wurde der Raum durch eine Galerie aus Säulchen und viereckigen Pfosten abgetrennt. Auch das halbkreisförmige Geländer um den Altar stammt aus jener Zeit.

## Gemeinde
Zur Kirchengemeinde umfasst neben dem Ort Hohenwestedt die Dörfer Remmels, Nindorf, Tappendorf, Rade bei Hohenwestedt, Mörel, Heinkenborstel, Grauel, Jahrsdorf, Nienborstel, Peissen, Silzen und Wapelfeld. Als Gemeindehaus dient seit 1964 das ehemalige Gebäude der Landwirtschaftsschule, das Thomashaus. 2019 schloss sich die Kirchengemeinde mit den Kirchengemeinden Aukrug, Hademarschen, Nortorf, Schenefeld, Todenbüttel und Wacken zur Südregion im Kirchenkreis Rendsburg-Eckernförde zusammengeschloss, zu deren sieben Gemeinden derzeit dreizehn Pastorinnen und Pastoren, 14 Kirchen und Kapellen gehören.